# Roy Buchanan
Pour les articles homonymes, voir Buchanan.
Roy Buchanan est un guitariste de blues et de rock américain né le 23 septembre 1939 à Ozark dans l'Arkansas et mort le 14 août 1988 à Fairfax en Virginie. Virtuose de la guitare électrique, ce bluesman blanc était considéré par ses pairs comme l'un des meilleurs musiciens de blues des années 1970.

## Biographie
À l'âge de 2 ans, sa famille part s’installer en Californie. À 9 ans, c’est la première guitare et les premiers cours... sans effet sur le garçon qui préfère jouer à l'oreille. À 12 ans, il forme son premier groupe, les “Waw Keen Valley Boys”, avant de partir seul à l'aventure. 
Alors qu'il n'a que 16 ans, Roy joue au sein des “Heatbeats” avec Spencer Dryden qui deviendra le batteur du Jefferson Airplane. Après une autre courte expérience avec le l”Oklahoma Bandstand” à Tulsa.
En 1957, alors qu'il n'a que 18 ans, il fait ses débuts en studio en accompagnant le chanteur Dale Hawkins. En 1960, il rejoint au Canada le groupe du chanteur Ronnie Hawkins, dont les membres formeront quelque temps plus tard The Band. Après cette brève expérience, il se fixe sur la côte Est des États-Unis où, durant plusieurs années, il accompagne divers musiciens locaux, que ce soit sur scène ou en studio. Puis, en 1965, il fonde son propre groupe (The Snakestretchers), avec lequel il commence à développer son blues très personnel, souvent fait de cascades d'accords suraigus, et où il fait « pleurer » sa Fender Telecaster.
Inconnu du grand public, Buchanan commence pourtant à attirer l'oreille de certains grands noms de la musique. En 1969, il aurait été ainsi contacté (comme tant d'autres...) par les Rolling Stones pour remplacer Brian Jones. Mais le véritable tournant de la carrière de Buchanan survient en 1971, lorsqu'une chaîne de télévision nationale lui consacre un long reportage. Le documentaire, intitulé "The Best Unknown Guitarist In The World (Le meilleur guitariste inconnu au monde) contribue enfin à faire sortir Buchanan de l'anonymat, et lui permet de signer un contrat avec une grande maison de disques. À ce titre, on le compare souvent à Danny Gatton, lui aussi virtuose de la Telecaster.
Tout au long des années 1970, Buchanan va ainsi publier huit albums, à la fois salués par la critique et couronnés d'un certain succès commercial. Signalons notamment That's What I'm Here For (1974) dans lequel il rend notamment hommage à Jimi Hendrix dans une étonnante version du classique Hey Joe ou encore le Live in Japan sorti en 1979, véritable démonstration de virtuosité. Mais les contrats de Buchanan avec de grosses maisons de disques l'obligent progressivement à faire de nombreuses concessions artistiques et à s'éloigner du blues. En 1981, il quitte les studios pour n'y revenir que quatre ans plus tard, après avoir signé avec un label qui lui garantit une totale indépendance artistique. En 1985, sort ainsi le remarquable When a Guitar Plays The Blues qui est une réussite à tous points de vue. Deux autres albums, Dancing on The Edge et Hot Wires, suivront.
Mais l'épanouissement artistique de Roy Buchanan ne va pas nécessairement de pair avec un épanouissement personnel. Buchanan souffre en effet de longue date d'une dépendance à l'alcool. En 1988, à la suite d'une violente dispute conjugale, sa femme appelle la police. Placé en cellule de dégrisement, Roy Buchanan est retrouvé mort pendu quelques heures plus tard.

## Discographie

### Albums studio
- 1971 : Buch & The Snakestretchers
- 1972 : Roy Buchanan and the Snakestretchers
- 1972 : Roy Buchanan
- 1973 : Second Album
- 1974 : That's What I Am Here For
- 1974 : In the Beginning
- 1975 : Rescue Me
- 1976 : A Street Called Straight
- 1977 : Loading Zone
- 1978 : You're Not Alone
- 1981 : My Babe
- 1985 : When a Guitar Plays the Blues
- 1986 : Dancing on the Edge
- 1987 : Hot Wires
- 1989 : Early Years
- 1992 : Sweet Dreams : The Anthology
- 1993 : Guitar on Fire : The Atlantic Sessions

### Albums en public
- 1975 : Live Stock
- 1979 : Live in Japan
- 2011 : Live at Rockpalast